# Carswell's Honeydew (manzana)
Carswell's Honeydew es el nombre de una variedad cultivar de manzano (Malus domestica). 
Un híbrido del cruce de Cox's Orange Pippin x Parental-Padre donante del polen no se conoce. Criado en 1939 por J.W. Carswell en Ashtead, Surrey Inglaterra. Las frutas son crujientes y jugosas con un sabor dulce, casi meloso.

## Historia
'Carswell's Honeydew' es una variedad de manzana, híbrido del cruce como Parental-Madre de Cox's Orange Pippin x polen del Parental-Padre Desconocido. Criado en 1939 por J.W. Carswell en Ashtead, Surrey, Inglaterra (Reino Unido).
'Carswell's Honeydew' se cultiva en la National Fruit Collection con el número de accesión: 1964-035 y Accession name: Carswell's Honeydew.

## Características
'Carswell's Honeydew' árbol de extensión erguida, de vigor moderadamente vigoroso, portador de espuela. Tiene un tiempo de floración que comienza a partir del 15 de mayo con el 10% de floración, para el 20 de mayo tiene una floración completa (80%), y para el 26 de mayo tiene un 90% caída de pétalos.
'Carswell's Honeydew' tiene una talla de fruto medio; forma cónica; con nervaduras muy débiles; epidermis con color de fondo amarillo, con un sobre color rojo, importancia del sobre color alto a muy alto, y patrón del sobre color rayas / manchas presentando la piel color casi completamente lavado con rojo brillante y marcado con rayas más oscuras, "russeting" (pardeamiento áspero superficial que presentan algunas variedades) bajo; cáliz tamaño grande y abierto, colocado en una cuenca ancha y de profundidad media; pedúnculo largo y de grosor medio, colocado en una cavidad profunda y en forma de embudo; carne es de color crema, crujiente. Sabor jugoso, dulce, punzante, con sabores a miel, a veces empalagoso.
Listo para cosechar a mediados de septiembre. Se conserva bien durante dos meses en cámaras frigoríficas.

## Usos
Diseñado como una manzana fresca para comer. Muy dulce.

## Ploidismo
Diploide, aunque es autofértil, sin embargo mejora con el polen del Grupo de polinización: F, Día 20.